# Aedes tonsus
Aedes tonsus är en tvåvingeart som beskrevs av Edwards 1924. Aedes tonsus ingår i släktet Aedes och familjen stickmyggor. Inga underarter finns listade i Catalogue of Life.